# ヒドロキシルアミン
ヒドロキシルアミン（英: hydroxylamine）は示性式が NH2OH と表される無機化合物である。水とアンモニアが互いに一部分を共有したような構造を持っているので、それらの混成体と見ることもできる。純粋なヒドロキシルアミンは室温で不安定な結晶性の固体であり、吸湿性を持つ。潮解性がある。一般的に水溶液、または塩酸塩などの塩として取り扱われる。
ヒドロキシルアミンは生合成的硝化の中間体である。アンモニアの酸化はヒドロキシルアミン酸化還元酵素によって媒介される。

## 生産
いくつかの合成法が知られている。
ラシヒ法 (Raschig Synthesis) では、まず亜硝酸アンモニウム水溶液を 0 °C において {\displaystyle {\ce {HSO4^- /SO2}}} で還元し、ヒドロキシルアミド-N,N-ジスルフェートとする。これを加水分解して硫酸塩 {\displaystyle {\ce {(NH3OH)2SO4}}} を得る。
- {\displaystyle {\ce {NH4NO2\ + 2 SO2\ + NH3\ + H2O ->}}}

{\displaystyle {\ce {[NH4]2[N(OH)(OSO2)2]}}}
- {\displaystyle {\ce {[NH4]^+\ 2[N(OH)(OSO2)2]^{2-}\ + H2O ->}}}

{\displaystyle {\ce {[NH4][NH(OH)(OSO2)]\ + [NH4][HSO4]}}}
- {\displaystyle {\ce {2[NH4]^+[NH(OH)(OSO2)]^-\ + 2H2O ->}}}

{\displaystyle {\ce {[NH3(OH)]2[SO4]\ + [NH4]2[SO4]}}}
固体のヒドロキシルアミンはこの硫酸塩を液体アンモニアで処理することによって得られる。硫酸アンモニウムは液体アンモニアに不溶なので濾別でき、アンモニアは減圧下に留去される。
他の合成法として、ヒドロキシルアンモニウム塩を経るものがある。亜硝酸または亜硝酸ナトリウムを亜硫酸イオンで還元する。生成したヒドロキシルアミド-N-スルフェートを加水分解し、ヒドロキシルアンモニウム塩としたのち、ナトリウムブトキシドで中和し遊離のヒドロキシルアミンを得る。
{\displaystyle {\ce {HNO2\ + 2 HSO3^- ->\ [N(OH)(OSO2) 2]^{2-}\ + H2O ->\ [NH(OH)(OSO2)]^-\ + [HSO4]^-}}}
{\displaystyle {\ce {[NH(OH)(OSO2)]^-\ + H3O^+ ->\ [NH3(OH)]^+\ + [HSO4]^-}}}（100 ℃、1時間）
{\displaystyle {\ce {[NH3(OH)]Cl\ + NaOBu -> NH2OH\ + NaCl\ + BuOH}}}

## 反応
アルキル化剤のような求電子試薬と反応する。酸素と窒素はどちらも攻撃を受ける。
{\displaystyle {\ce {R-X\ + NH2OH -> R-ONH2\ + HX}}}
{\displaystyle {\ce {R-X\ + NH2OH -> R-NHOH\ + HX}}}
アルデヒドやケトンとの反応ではオキシムが生成する。
{\displaystyle {\ce {R2C=O\ +NH2OH\cdot HCl,NaOH->R2C=NOH\ +NaCl\ +H2O}}}
この反応はケトン、アルデヒドの精製に有用である。またオキシム類はジメチルグリオキシムのような配位子としても使われる。
クロロ硫酸と反応してヒドロキシルアミン-O-スルホン酸を与える。これはカプロラクタムの合成に用いられる試薬である。
{\displaystyle {\ce {HOSO2Cl\ + NH2OH -> NH2OSO2OH\ + HCl}}}
ヒドロキシルアミン-O-スルホン酸は 0 ℃ 以下で保存する必要があり、ヨウ素滴定で確認できる。

## 利用
ヒドロキシルアミンおよびその塩類は多くの有機化学、無機化学反応において還元剤として一般的に用いられる。脂肪酸の酸化防止剤としての作用もある。化学以外での利用法としては、獣皮の脱毛や写真の現像液などがある。半導体の洗浄剤として利用される。農薬の原料にもなる。
硝酸ヒドロキシルアンモニウムはロケットの推進剤として、一液推進薬（水溶液）、固体燃料の両方が研究されている。

## 安全性
ヒドロキシルアミンは爆発性の化合物であるが、その危険性の度合いについては完全にはわかっていない。火気や高温体に触れると、爆発的に燃焼する。紫外線を受けると爆発する。1999年以来、ヒドロキシルアミンを扱う工場での死者を伴う事故が何度か起こっている。2000年6月10日に群馬県尾島町（当時）、鉄イオンフリーヒドロキシルアミン 50 % 水溶液の製造工場で爆発があったほか、1999年2月19日アメリカペンシルバニア州にて日本と同様に 50 % 水溶液の製造工場にて爆発事故を起こしている。なおいずれの場合もヒドロキシルアミンが高濃度のときや鉄イオンの存在により激しく分解し危険だということは知られていた。
2000年6月10日、群馬県の工場で鉄イオンフリー（1 ppb以下）の、ヒドロキシルアミン 50 % 水溶液の精留工程にて大爆発したことを受け、消防研究所にて爆発の危険性について各種実験を行った。当初、ヒドロキシルアミンは危険物の輸送に関する国連勧告書では腐食性物質 (class 8) に分類されるも、火災・爆発の危険性については記述されていなかったが、日本の消防法令の改正を迫るものともなった。結果の要旨は次のとおりである。
1. 示差熱分析 (DTA) により、ヒドロキシルアミンの分解はステンレス鋼の表面触媒作用により促進されることと、熱分解時に爆薬であるTNTと同程度の反応熱を発生する物質であることを確認した[10]。そしてヒドロキシルアミン 80 % 以上の水溶液は伝爆性を有し、80 % 水溶液は雷管のみの衝撃でも容易に爆轟を起こすことが判明した[10]。
2. ヒドロキシルアミン水溶液へのイオンの混入による影響を調べたところ、鉄イオン (Fe2+・Fe3+）の寄与が大きく[11]、たった0.9 ppmの微量鉄イオンでも激しく分解することが示唆され[12]、ヒドロキシルアミン 85 % 水溶液に0.2 % (200 ppm) のFe3+溶液を投入した場合においては点火後数秒で自然発火を起こすほどであった[13]。なお、Fe2+・Fe3+イオンの反応性状は類似している可能性が示唆されている[13]。このことは、示唆熱分析における金メッキ処理ステンレス鋼容器と、新品のステンレス鋼容器・使い古したステンレス容器との違いを説明できるほど極微量の鉄イオンでもヒドロキシルアミンの分解速度に影響があった。
3. ヒドロキシルアミンの各種塩について爆発性は、硫酸塩は「なし」、塩酸塩は「あり」、リン酸塩は「あり」となった。また分解の激しさは硫酸塩は「激しい」、塩酸塩は「激しい」、リン酸塩は「激しくない」、であった[14]。
4. ヒドロキシルアミン 50 % 水溶液は国連の定める試験法では自己促進分解を引き起こす環境温度の目安であるSADTは80°Cであり「自己反応性物質」には該当しないものの、鉄イオンを5.2±0.2 ppm含んだ試料、1.2±0.2 ppm含んだヒドロキシルアミン 50 % 水溶液は「自己反応性物質」だと判定された。

群馬県におけるヒドロキシルアミンの大爆発事故を受け、消防法が改正され、第5類危険物（自己反応性物質）の八に「ヒドロキシルアミン」、九に「ヒドロキシルアミン塩類」が追加された。この改正は実験結果を待たず、爆発時の危険の大きさよりなされたものである。
またヒドロキシルアミンは呼吸器、皮膚、目、そして他の粘膜を刺激する。皮膚から吸収される可能性があり、飲み込んだ場合も有害であり、変異誘発物質である可能性がある。蒸気が大量に体内に入るとメトヘモグロビンが生じるため、血液の酸素吸収力が低下することがある。

## 法規制

### 日本
消防法において、第5類危険物（自己反応性物質）に属する。
毒物及び劇物取締法により劇物に指定されている。